# ハロルド・クーン
ハロルド・クーン（Harold William Kuhn、1925年7月29日 - 2014年7月2日）は、カリフォルニア州サンタモニカ生まれのアメリカの数学者、経済学者である。プリンストン大学名誉教授であり、専門は数学、線形計画法、非線形計画法、ゲーム理論、組み合わせ最適化、オペレーションズ・リサーチである。日本ではハロルド・キューンと呼ぶ人もいる。

## 略歴
- 1925年　カリフォルニア州サンタモニカで生まれる。
- 1944年～1946年　アメリカ陸軍で働く（イェール大学で「陸軍言語プログラム」の日本語訓練を受ける）。
- 1947年　カリフォルニア工科大学を卒業する（B.S.）。
- 1948年　プリンストン大学で修士号を取る（M.A.）。
- 1950年　プリンストン大学で博士号を取る（Ph.D.）。
- 1949年～1950年　プリンストン大学の専任講師（the Henry B. Fine Instructor）となる。
- 1950年～1951年　フルブライト研究学者としてパリで勉強する。
- 1951年　プリンストン大学の講師（Lecturer）となる。
- 1952年　ブリン・マー・カレッジの准教授となる。
- 1958年～1959年　全米科学財団シニア博士研究者フェローとしてロンドン・スクール・オブ・エコノミクスで研究する。
- 1959年　プリンストン大学の准教授となる。
- 1963年　プリンストン大学の教授となる。
- 1965年～1966年　全米科学財団シニア博士研究者フェローとしてローマ大学で研究する。
- 1971年～1972年　全米科学財団教員研究者フェローとしてロンドン・スクール・オブ・エコノミクスで研究する。
- 1995年　プリンストン大学の教授を停年退職となる（Professor of Mathematical Economics Emeritus）。
- 2005年　ニューヨーク市に転居する。
- 2014年　死没。

## 栄誉・受賞
- 1980年　オペレーションズ・リサーチ学会よりジョン・フォン・ノイマン理論賞を受ける（デヴィッド・ゲール、アルバート・タッカーと同時受賞）。
- 1982年　グッゲンハイム助成金を得る。
- 1992年　アメリカ芸術科学アカデミーのフェローとなる。
- 2002年　オペレーションズ・リサーチ経営科学研究所（INFORMS）からフェローズ賞を得る。

## 主な業績
- 大学教授としては、経済学者として価格理論、経営経済学、ミクロ経済学、貿易理論、数理経済学を教え、数学者として線形計画法、非線形計画法を教えた。
- 学者としては、非線形計画法（アルバート・タッカーと共同、1950年）、広範囲ゲーム（1950年）、割当問題のハンガリー法（1955年）、2行列ゲーム・ナッシュ均衡のアルゴリズム（1959年）、スパーナーの補助定理の拡張（1960年）、単体の細分による固定点の近似値（1968年）、多項式のゼロのためのアルゴリズム（1974年）などの研究がある。
- また、アルバート・タッカーと共編の『ゲーム理論（Ⅰ）（Ⅱ）』と『線形不等式と関係システム』を出版して、貢献した。
- G・P・Szegoと共編した『数学システム理論と経済学』（スプリングラー＝ヴァーラグ社）および『微分ゲーム』（ノース＝ホーランド社）を出版した。
- （1953年に研究したことのある）非対称の6都市旅行セールスマン問題について、1991年にヘイル・トゥロッタと共同研究で、完全な集合を見出した。
- 「割当て問題に対するハンガリー方法」の記述と同様に、「クーン・ポーカー」を発展させるために、カルシュ＝クーン＝タッカー条件が有名である。

## 著作

### 日本語訳
- ハロルド・クーン、シルヴィア・ナサー著『ナッシュは何を見たか――純粋数学とゲーム理論』、落合卓四郎・松島斉共訳、シュプリンガー・フェアラーク東京、2005年

### 原著
- Kuhn, H.W. "Contributions to the Theory of Games, I (AM-24).", Princeton University Press, 1950.
- Kuhn, H.W. "Contributions to the Theory of Games, II (AM-28).", Princeton University Press, 1953.
- Kuhn, H. W. , "The Hungarian method for the assignment problem", Naval Research Logistics Quarterly, 2:83–97, 1955.（Republished as: Kuhn, H. W. , "The Hungarian method for the assignment problem", Naval Research Logistics, 52(1):7–21, 2005.）
- Kuhn, H.W. "Linear Inequalities and Related Systems (AM-38)", Princeton University Press, 1956.
- Kuhn, H.W. "Classics in Game Theory.", Princeton University Press, 1997.
- Kuhn, H.W. and Nasar, Sylvia, editors. "The Essential John Nash.", Princeton University Press, 2001.
- Kuhn, H.W. "Lectures on the Theory of Games.", Princeton University Press, 2003.